# 石井壮二郎
石井 壮二郎（いしい そうじろう、1970年3月29日 - ）は、日本出身の元サッカー選手。ポジションは、MF。

## 来歴
兵庫県立御影高等学校から明治大学に進み、同大学サッカー部でキャプテンを務める。在学中にガンバ大阪の前身・松下電器産業サッカー部の練習に参加し、卒業後の入部内定を得る。しかし慢性的な膝の故障もあってプロサッカー選手としてやっていくことに不安を感じ、松下電器産業の新卒一般採用試験を受けて同社に入社、プロ契約ではなく社員契約選手としてG大阪でプレーする。会社では法務部に所属した。
Jリーグ開幕年の1993年には主にサイドバックとして14試合に出場、1994年にはプロ契約に転向して16試合に出場した。その後は怪我もあり出場機会が減り、1996年は開幕前のキャンプで恥骨結合炎を発症した。G大阪ではJリーグで36試合に出場し、1得点をあげた。
1997年、JFLのデンソーサッカー部に移籍。1998年シーズン終了後に引退した。
引退後は都市再生機構に10年間勤務したのち、日本生命保険に入社。その傍らあざみ野FCにてコーチとして少年たちにサッカーの指導にもあたる。

## 所属クラブ
- 兵庫県立御影高等学校[1]
- 明治大学体育会サッカー部[1]
- 1992年-1996年  ガンバ大阪
- 1997年-1998年  デンソーサッカー部[1]

## 個人成績
| 国内大会個人成績 | 国内大会個人成績 | 国内大会個人成績 | 国内大会個人成績 | 国内大会個人成績 | 国内大会個人成績 | 国内大会個人成績 | 国内大会個人成績 | 国内大会個人成績 | 国内大会個人成績 | 国内大会個人成績 | 国内大会個人成績 |
| 年度             | クラブ           | 背番号           | リーグ           | リーグ戦         | リーグ戦         | リーグ杯         | リーグ杯         | オープン杯       | オープン杯       | 期間通算         | 期間通算         |
| 年度             | クラブ           | 背番号           | リーグ           | 出場             | 得点             | 出場             | 得点             | 出場             | 得点             | 出場             | 得点             |
| 日本             | 日本             | 日本             | 日本             | リーグ戦         | リーグ戦         | リーグ杯         | リーグ杯         | 天皇杯           | 天皇杯           | 期間通算         | 期間通算         |
| ---------------- | ---------------- | ---------------- | ---------------- | ---------------- | ---------------- | ---------------- | ---------------- | ---------------- | ---------------- | ---------------- | ---------------- |
| 1992             | G大阪            | -                | J                | -                | -                | 0                | 0                |                  |                  |                  |                  |
| 1993             | G大阪            | -                | J                | 14               | 1                | 1                | 0                | 2                | 0                | 17               | 1                |
| 1994             | G大阪            | -                | J                | 16               | 0                | 0                | 0                | 0                | 0                | 16               | 0                |
| 1995             | G大阪            | -                | J                | 6                | 0                | -                | -                | 0                | 0                | 6                | 0                |
| 1996             | G大阪            | -                | J                | 0                | 0                | 0                | 0                |                  |                  |                  |                  |
| 通算             | 日本             | 日本             | J                | 36               | 1                | 1                | 0                |                  |                  |                  |                  |
| 総通算           | 総通算           | 総通算           | 総通算           | 36               | 1                | 1                | 0                |                  |                  |                  |                  |